# The General in Red Robes
Pour plus de détails, voir Fiche technique et Distribution.
The General in Red Robes (홍의 장군, Hongui janggun) est un film historique sud-coréen réalisé par Lee Doo-yong et sorti en 1973.

## Fiche technique
- Titre : The General in Red Robes
- Titre original : 홍의 장군 (Hongui janggun)
- Réalisation : Lee Doo-yong
- Scénario : Moon Sang-hun, Lee Doo-yong
- Musique : Hwang Mun-pyeong
- Société de production : Kwak Jeong-hwan, Hap Dong Films Co., Ltd.
- Pays d'origine :  Corée du Sud
- Langue originale : coréen
- Genre : historique
- Durée : 88 minutes
- Date de sortie : 1973

## Distribution
- Hwang Hae :
- Ko Eun-ah :
- Do Kum-bong :
- Lee Kang-jo :
- Kim Young-in :